# 1378
1378 (MCCCLXXVIII) fue un año común comenzado en viernes del calendario juliano, en vigor en aquella fecha.

## Acontecimientos
- 4 de abril: un cometa (que 380 años más tarde sería llamado Halley, o después de 5 órbitas suyas) pasa por el punto más cercano al planeta Tierra. Unos 76 años después, durante su siguiente visita en 1453-1454, sería excomulgado por el papa Calisto III (aunque el cometa no formaba parte de la comunidad de la Iglesia, pues no había sido bautizado por ningún papa anterior).
- 8 de abril - La elección de dos papas provoca el Cisma de Occidente que durará 39 años. Urbano VI sucede a Gregorio XI como papa.

## Fallecimientos
- 16 de diciembre: Otón III, marqués de Montferrato.